# Aire d'attraction de Barbezieux-Saint-Hilaire
L'aire d'attraction de Barbezieux-Saint-Hilaire est un zonage d'étude défini par l'Insee pour caractériser l’influence de la commune de Barbezieux-Saint-Hilaire sur les communes environnantes. Publiée en octobre 2020, elle se substitue à l'aire urbaine de Barbezieux-Saint-Hilaire, qui comportait 3 communes dans le dernier zonage qui remontait à 2010.

## Définition
L'aire d'attraction d'une ville est composée d’un pôle, défini à partir de critères de population et d’emploi ainsi que d’une couronne constituée des communes dont au moins 15 % des actifs travaillent dans le pôle. Le pôle d’attraction constitue ainsi un point de convergence des déplacements domicile-travail,.

## Type et composition
L’aire d'attraction de Barbezieux-Saint-Hilaire est une aire intra-départementale qui comporte 25 communes, située  en Charente.
Elle est catégorisée dans les aires de moins de 50 000 habitants, une catégorie qui regroupe 16,5 % de la population de Nouvelle-Aquitaine et 12,2 % au niveau national.

### Carte

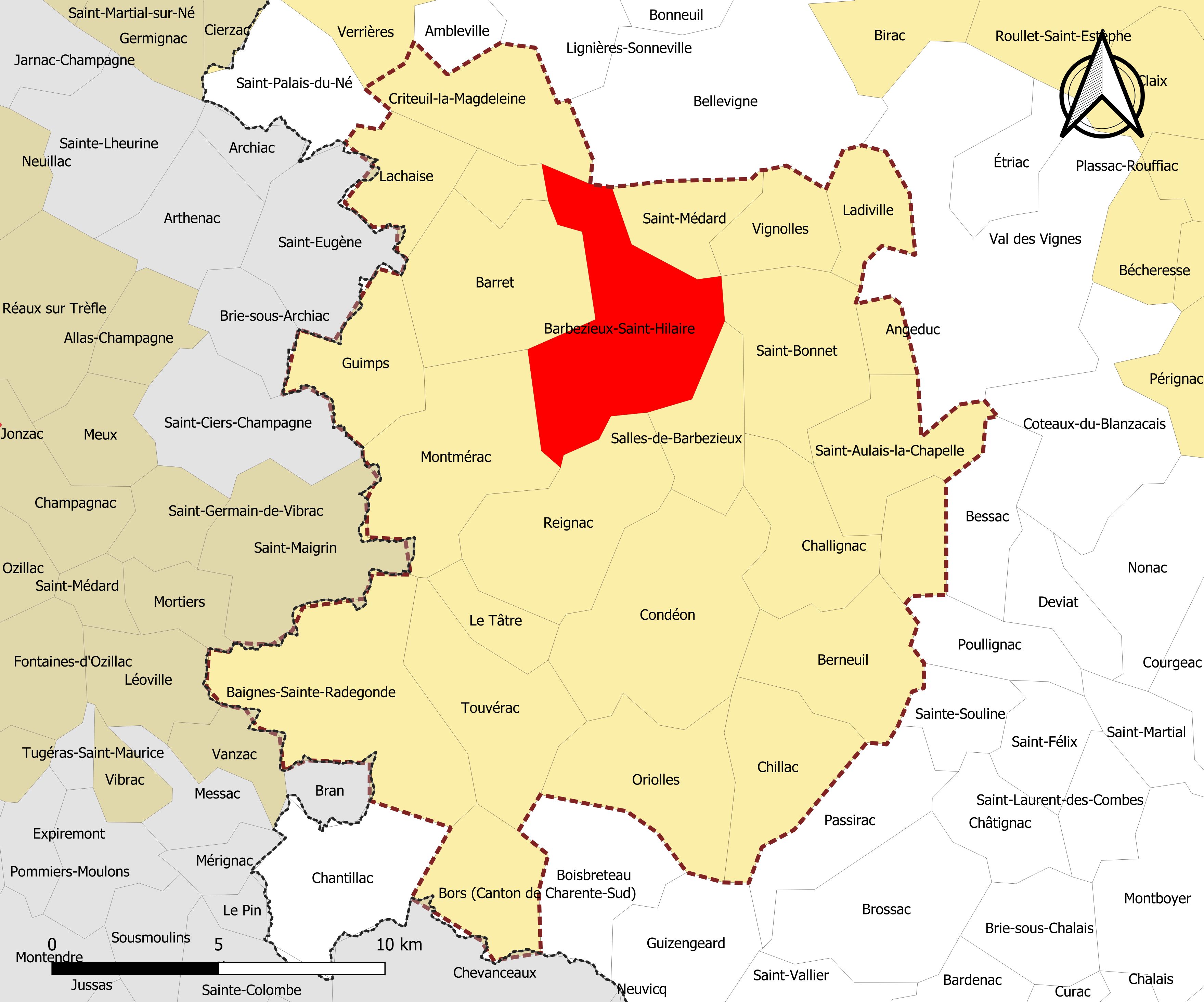
Carte de l'aire d'attraction de Barbezieux-Saint-Hilaire.
Commune-centre
Commune de la couronne

### Composition communale
| Nom                                       | Code Insee | Département | Statut                 | Superficie (km2) | Population (dernière pop. légale) | Densité (hab./km2) | Modifier                                    |
| ----------------------------------------- | ---------- | ----------- | ---------------------- | ---------------- | --------------------------------- | ------------------ | ------------------------------------------- |
| Barbezieux-Saint-Hilaire (commune-centre) | 16028      | Charente    | commune-centre         | 26,55            | 4 738 (2022)                      | 178                | modifier les données · modifier les données |
| Angeduc                                   | 16014      | Charente    | commune de la couronne | 3,59             | 143 (2022)                        | 40                 | modifier les données · modifier les données |
| Baignes-Sainte-Radegonde                  | 16025      | Charente    | commune de la couronne | 31,22            | 1 241 (2022)                      | 40                 | modifier les données · modifier les données |
| Barret                                    | 16030      | Charente    | commune de la couronne | 22,37            | 1 092 (2022)                      | 49                 | modifier les données · modifier les données |
| Berneuil                                  | 16040      | Charente    | commune de la couronne | 16,55            | 321 (2022)                        | 19                 | modifier les données · modifier les données |
| Bors                                      | 16053      | Charente    | commune de la couronne | 12,28            | 118 (2022)                        | 9,6                | modifier les données · modifier les données |
| Brie-sous-Barbezieux                      | 16062      | Charente    | commune de la couronne | 6,50             | 111 (2022)                        | 17                 | modifier les données · modifier les données |
| Challignac                                | 16074      | Charente    | commune de la couronne | 13,21            | 340 (2022)                        | 26                 | modifier les données · modifier les données |
| Chillac                                   | 16099      | Charente    | commune de la couronne | 14,61            | 225 (2022)                        | 15                 | modifier les données · modifier les données |
| Condéon                                   | 16105      | Charente    | commune de la couronne | 31,40            | 609 (2022)                        | 19                 | modifier les données · modifier les données |
| Criteuil-la-Magdeleine                    | 16116      | Charente    | commune de la couronne | 15,19            | 403 (2022)                        | 27                 | modifier les données · modifier les données |
| Guimps                                    | 16160      | Charente    | commune de la couronne | 12,60            | 495 (2022)                        | 39                 | modifier les données · modifier les données |
| Lachaise                                  | 16176      | Charente    | commune de la couronne | 9,43             | 306 (2022)                        | 32                 | modifier les données · modifier les données |
| Ladiville                                 | 16177      | Charente    | commune de la couronne | 7,19             | 129 (2022)                        | 18                 | modifier les données · modifier les données |
| Lagarde-sur-le-Né                         | 16178      | Charente    | commune de la couronne | 4,12             | 187 (2022)                        | 45                 | modifier les données · modifier les données |
| Montmérac                                 | 16224      | Charente    | commune de la couronne | 23,39            | 725 (2022)                        | 31                 | modifier les données · modifier les données |
| Oriolles                                  | 16251      | Charente    | commune de la couronne | 18,30            | 245 (2022)                        | 13                 | modifier les données · modifier les données |
| Reignac                                   | 16276      | Charente    | commune de la couronne | 22,14            | 715 (2022)                        | 32                 | modifier les données · modifier les données |
| Saint-Aulais-la-Chapelle                  | 16301      | Charente    | commune de la couronne | 14,84            | 218 (2022)                        | 15                 | modifier les données · modifier les données |
| Saint-Bonnet                              | 16303      | Charente    | commune de la couronne | 17,77            | 407 (2022)                        | 23                 | modifier les données · modifier les données |
| Saint-Médard                              | 16338      | Charente    | commune de la couronne | 8,24             | 306 (2022)                        | 37                 | modifier les données · modifier les données |
| Salles-de-Barbezieux                      | 16360      | Charente    | commune de la couronne | 9,85             | 400 (2022)                        | 41                 | modifier les données · modifier les données |
| Le Tâtre                                  | 16380      | Charente    | commune de la couronne | 6,13             | 427 (2022)                        | 70                 | modifier les données · modifier les données |
| Touvérac                                  | 16384      | Charente    | commune de la couronne | 18,19            | 572 (2022)                        | 31                 | modifier les données · modifier les données |
| Vignolles                                 | 16405      | Charente    | commune de la couronne | 8,80             | 161 (2022)                        | 18                 | modifier les données · modifier les données |